# Glencoe (Alabama)
Glencoe város az USA Alabama államában, Calhoun és Etowah megyében. Lakosainak száma 5372 fő (2020. április 1.).

## Népesség
A település népességének változása:
| Lakosok száma | 5160 | 5136 | 5372 |
|               | 2010 | 2018 | 2020 |